# Domiziano Ramazzotto
Domiziano Ramazzotto (mort a Imola el 1594) fou un religiós i compositor italià.
Prengué l'hàbit en el monestir de San Michele in Bosco, i deixà: Psalmi aliquota ad vesperas dierum festorum et solemnium cantari soliti, cum uno Magnificat, quinque vocum (Venècia, 1567) i Psalmi omnes quicunctis diebus anni festis pro tempore recitantur, sex vocibus decantandi (Ferrara, 1584).